# Schotten
Die Schotten (schottisch-gälische Eigenbezeichnung Gáidheal oder Albannaich, englisch Scots; von der lateinischen Bezeichnung Scoti für die Skoten, einen gälischen Stamm im 5. Jh.) sind die Bewohner Schottlands (schottisch-gälisch: Alba, englisch: Scotland), eines Teiles des Vereinigten Königreichs, im Norden von Großbritannien. Schottland besitzt zirka 5,5 Millionen Einwohner – das entspricht etwa 9 % der Bevölkerung des Vereinigten Königreichs. Davon wohnen 65 % im zentralen Lowland.

## Sprache
1,5 % der Schotten (überwiegend auf den Hebriden) sprechen Schottisch-Gälisch (Gàidhlig auf Gälisch, Scots Gaelic auf Englisch); Scots wird von ungefähr einem Drittel der Bevölkerung gesprochen; Hauptsprache ist Englisch.

## Kultur

### Stereotype
Über die schottische Kultur bestehen zahlreiche, teils wenig schmeichelhafte Stereotype, die auch noch in zeitgenössischen deutschsprachigen Lehrwerken fortleben. Positiv gelten die Schotten als mutig und eigenständig, werden aber auch als sprichwörtlich „geizig“ dargestellt, was manchmal damit zu erklären versucht wird, „daß Schottland früher recht arm war, so daß die Leute einfach sparsamer sein mußten.“ Da solche pseudohistorischen Erklärungsversuche das Klischee eher verfestigen als berichtigen, werden sie in den Kulturwissenschaften als untauglich angesehen.
Der Highlander prägte sich den deutschen Soldaten des Ersten Weltkrieges als in militärischem Sinne äußerst tapfer ein.

### Religion
Die meisten religiösen Schotten gehören reformiert-presbyterianischen Kirchen an, weit weniger der Römisch-katholischen Kirche oder der Scottish Episcopal Church. Die presbyterianische Church of Scotland hat den Status der schottischen Nationalkirche.

## Schottische Diaspora

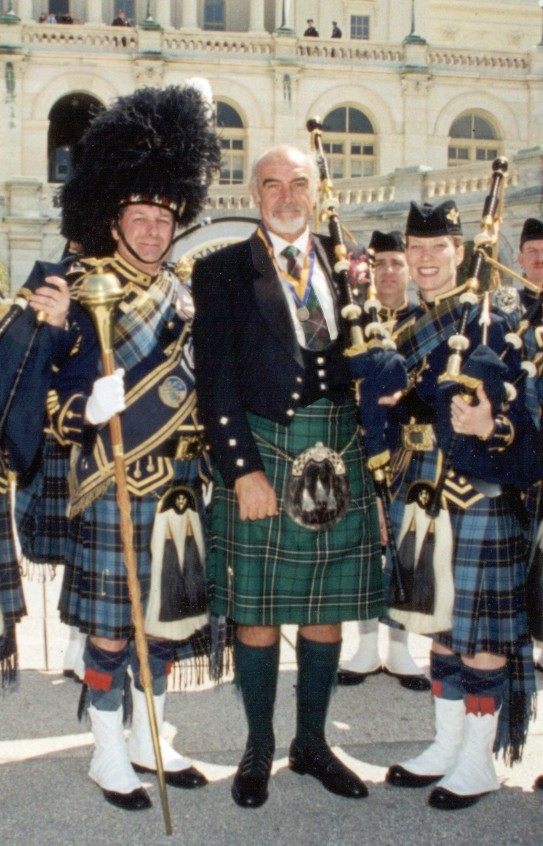
Sean Connery bei einer Feier zum Tartan Day in Washington D.C. mit Mitgliedern der USAF Reserve Pipes and Drums.

Ein bedeutender Teil der Bevölkerung der Provinz Ulster in Irland ist schottischstämmig. Anerkannt sind die Ulster-Schotten als Gruppe unter anderem im Good Friday Agreement.
In den Vereinigten Staaten leben heute etwa 6 Millionen, in Kanada etwa 4,7 Millionen, in Australien etwa 1,8 Millionen Menschen mit schottischen Vorfahren. Nennenswerte schottische Auswanderergemeinden gibt es neben England und Nordirland auch in Argentinien, Chile, Frankreich, Polen, Neuseeland, Deutschland und auf der Insel Man. Am Tartan Day werden die Verbindungen zwischen Diaspora-Schotten und Schottland gefeiert.